# Forces Tigre (Síria)
Forces Tigre o Kahwat Al-Nimr (àrab: قوات النمر, Quwāt an-Nimr) és una unitat militar de l'Exèrcit sirià que funciona principalment com una unitat ofensiva en la Guerra Civil Síria. S'ha descrit com una unitat d'elit per a qualsevol ofensiva del govern, però el seu nombre relativament petit fa que sigui difícil utilitzar-la en diversos fronts alhora.
Després de l'èxit de les operacions a Latakia i Hama, se li va encarregar al coronel Suheil Al Hassan un projecte especial per a les Forces Armades i del Comandament Central de Síria en la tardor de 2013 per a crear i entrenar una unitat de forces especials que funcionaria principalment com una unitat ofensiva. Hassan va escollir a molts dels soldats que més tard formarien part de les Forces Tigre. El 25 de desembre de l'any 2015, Suheil Al Hassan va ser ascendit a major general després de negar-se a ser general de brigada de l'any anterior.
Les Forces Tigre tenen una brigada d'operacions especials anomenada les "Forces Guepard". La Brigada de Forces Guepard inclou sub-unitats formades pels Equips 3 i 6. Els soldats de l'Equip 6 van ser els primers que van posar fi als 35 mesos del setge de la Base Aèria Militar de Kuweires, mentre l'equip 3 juntament amb la Brigada Suqur al-Sahara va completar el cercle de l'est d'Alep en contra de l'Estat Islàmic.
Una segona Brigada és coneguda com "Forces Pantera", la que va ser re-desplegada a Homs després de la batalla de Palmira, aparentment hi ha una tercera Brigada és coneguda amb el nom d'Al-Hamza